# Quizlet
Quizlet est un site web d'apprentissage lancé en 2007 par Andrew Sutherland.
Le site a été conçu en octobre 2005 et rendu public en janvier 2007. En novembre 2015, le site possédait plus de 100 millions de flashcards et était visité par plus de 40 millions de visiteurs par mois. En janvier 2017, le site était le 139e site le plus populaire aux États-Unis selon Alexa.
Il permet également de créer des tests incluant des choix multiples, des vrai ou faux et des questionnaires à trous. Des fiches de révisions ont déjà été créées par d'autres utilisateurs, mais chaque utilisateur peut créer ses propres fiches.
Quizlet est devenu partiellement payant le 1er août 2022. Cette décision a été prise afin de continuer à maintenir et à améliorer la plateforme. La version payante (Quizlet Plus) est nécessaire pour avoir accès à toutes les fonctionnalités de façon illimitée. Pour 7€ par mois, il est possible d'ajouter des images aux flashcards, de faire des suivis d'élèves et de s'entrainer avec les tests mentionnés ci-dessus. Il est cependant toujours possible d'accéder gratuitement à la partie "Écrire", aux jeux ainsi qu'aux flashcards. 

## Histoire
L'idée de Quizlet est venue à Andrew Sutherland alors qu'il devait mémoriser 111 noms d'animaux pour un cours de français,. Après avoir réalisé la difficulté de la tâche, il entame l'écriture d'un programme d'aide à la mémorisation. En octobre 2005, Quizlet est enfin rendu public.
En 2011, Quizlet a ajouté l'écoute de contenu à l'aide de la dictée vocale.
En 2012, Quizlet publie une application mobile.
En 2015, Quizlet annonce la levée de 12 millions de dollars pour améliorer son outil d'apprentissage et se développer sur l'international.